# Plagiolepis deweti
Plagiolepis deweti é uma espécie de formiga do gênero Plagiolepis, pertencente à subfamília Formicinae.